# FOUR MINUTES TIL MIDNIGHT
FOUR MINUTES TIL MIDNIGHT（フォー ミニッツ ティル ミッドナイト）は、ハリウッドで結成されたバンド。日本とアメリカを中心に活動中。ファンクをベースに、ロック、ブルース、レゲエ、などを取り入れた、流線的なオーガニック・サウンドと圧倒的なライブパフォーマンスで、様々な世代から支持されている。略称は「FMTM」「フォーミニッツ」。

## バンド名の由来
深夜に集合し、ヴォーカルEliの自宅ガレージをスタジオとして使用していた事から、自宅のテレフォンナンバーの4桁「1156」を11:56と時間に表し、FOUR MINUTES TIL MIDNIGHT（深夜まで4分前）と命名。

## メンバー
- Eli Taylor（イライ・テイラー　生年月日：1982年5月20日 出身:アメリカ・カリフォルニア州ソノラ）Vocal
- Kenta Hayashi（ケンタ・ハヤシ　生年月日：1984年5月20日 出身:日本・岐阜県）Guitar & Vocal
- Yusuke Ikegaya（ユースケ・イケガヤ　生年月日：1985年12月9日 出身:日本・静岡県）Bass

## サポートメンバー
- Hidekazu Masaki - Drums

## 旧メンバー
- Josh Vore - Drums（2011年脱退）
- Andre Davis - Bass（2007年脱退）
- Jonathan Green - Bass（2005脱退）

## 作品

### アルバム
| 枚  | 発売日        | タイトル                  |
| --- | ------------- | ------------------------- |
| 1st | 2012年5月16日 | FOUR MINUTES TIL MIDNIGHT |

### 自主制作盤
| 発売日        | タイトル    |
| ------------- | ----------- |
| 2006年5月17日 | Oak Tree    |
| 2009年7月2日  | Find My Way |

### 参加作品
- NEVERMIND TRIBUTE(2012年4月4日)
  - ロックバンドニルヴァーナのトリビュートアルバム。「Lounge Act」のカバーが9曲目に収録されている。